# Te'Mash
Te'Mash är en ort i Mexiko.   Den ligger i kommunen San Juan Cancuc och delstaten Chiapas, i den sydöstra delen av landet, 800 km öster om huvudstaden Mexico City. Te'Mash ligger 1 017 meter över havet och antalet invånare är 272.
Terrängen runt Te'Mash är bergig åt sydväst, men åt nordost är den kuperad.  Runt Te'Mash är det ganska tätbefolkat, med 62 invånare per kvadratkilometer. Närmaste större samhälle är Pantelhó, 5,3 km väster om Te'Mash. I omgivningarna runt Te'Mash växer i huvudsak städsegrön lövskog.